# 炝
炝是中国菜的一种烹调方法，主要用于凉菜。
炝是将切好的原料用沸水焯或温油（称为油炝）稍微加热断生，然后加入调料以及温热的花椒油拌制。一般不使用醋和酱油。有些广义的炝菜不用花椒油，而是用香油、花生油等。
炝的成品温热，有花椒的芳香，口感清淡无汁。
例子：炝三丝（馬鈴薯、芹菜、胡萝卜），炝黄瓜。